# Штольберг, Отто Карл
Отто Карл Штольберг (нем. Otto Karl Stollberg; 29 октября 1883, Мец — 29 января 1948) — немецкий журналист и издатель; получал высшее образование в Страсбурге; в 1905 году начал работать в издательстве газеты «Magdeburgische Zeitung». В 1917 году, совместно с Реймаром Хоббингом, Штольберг начал издавать «Deutsche Allgemeine Zeitung»; в 1920 году основал собственное издательство «Otto Stollberg Verlag GmbH Buch- und Zeitschriftenverlag» и газету «Der Deutsche».

## Биография
Карл Отто Штольберг родился 29 октября 1883 года в Меце; учился в университетах Страсбурга, Мюнхена и Нанси. В 1905 году он вошел в редакцию «Magdeburgische Zeitung» в качестве журналиста, а в 1912 — присоединился к берлинскому издательству «Norddeutsche Allgemeine Zeitung». Пять лет спустя, в 1917 году, будучи главным редактором — и вместе с издателем Реймаром Хоббингом (1874—1919) — Штольберг сыграл важную роль в преобразовании «Norddeutsche Allgemeine Zeitung» в «Deutsche Allgemeine Zeitung» (DAZ). В качестве управляющего директора «Norddeutsche Buchdruckerei und Verlagsanstalt AG» он взял на себя управление DAZ — редколлегия была значительно расширена, как и корреспондентская сеть газеты за пределами Веймарской республики, в газете появился и экономический раздел.
После смерти Хоббинга крупный промышленник Гуго Стиннес приобрел DAZ: после этого Штольберг оставил газету — по неизвестным на начало XXI века причинам. Он основал свою собственную издательскую компанию в Берлине — «Otto Stollberg Verlag GmbH Buch- und Zeitschriftenverlag». Одновременно основал и собственную газету «Der Deutsche». Во времена национал-социализма опубликовал в своем издательстве целый ряд нацистских работ; скончался 29 января 1948 года.

## Работы
- Stollberg, Otto: Der Zeitungsverlag — ein Ruckblick und ein Ausblick.
- Heimatbrief, Nachrr. bl. f. d. Deutschen in aller Welt, 1935—1941.
- Wir Deutsche in der Welt, hg. v. Verband Dt. Vereine im Ausland, 1935—1941.
- Bücherei Länder u. Völker, hg. v. d. Ges. f. Länderkde., 1937—1942.
- Deutsch-tschuwaschisches Wörterverzeichnis nebst kurzem tschuwaschischen Sprachführer, 1943[1].
- журнал «Казачьи ведомости», 1943—1945[2].